# Thurgau
Thurgau (verouderd Nederlands: Turgovië; Duits: Thurgau; Frans: Thurgovie; Italiaans: Turgovia; Reto-Romaans: Turgovia; Engels: Thurgau (oud: Thurgovia)) is een kanton in het noordoosten van Zwitserland. Het is een deel van het Middenland.
De inwoners van het kanton zijn voor 39,2% rooms-katholiek en 50,6 % protestant (1990).

## Geografie
Het kanton grenst in het noorden en oosten aan het Bodenmeer. In het zuiden staat de berg Hörnli op de grens met de kantons Sankt Gallen en Zürich. In het noordwesten loopt de Rijn en grenst het kanton aan kanton Schaffhausen.
De naam Thurgau komt van de naam van de rivier de Thur, die van zuidoost naar noordwest het kanton doorstroomt, en bij Andelfingen (kanton Zürich) in de Rijn uitmondt.

## Demografische evolutie van het kanton
Bron: https://www.bfs.admin.ch/bfs/de/home/statistiken/bevoelkerung/stand-entwicklung.assetdetail.32229209.html

## Economie
Het kanton is bekend door agrarische producten als appels, peren, ander fruit en groenten. Er wordt veel cider geproduceerd. Wijn wordt geproduceerd in de vallei, waar de Thur doorheen stroomt.
Industrieën, zoals drukindustrie, textiel en handwerk zijn aanwezig. De dienstverlening is geconcentreerd rondom de hoofdstad Frauenfeld.

## Talen
Moedertaal (2000):
- Duits: 88,5%
- Italiaans: 2,8%
- Albanees: 2,2%
- andere talen: 6,5%

19,3% van de bevolking van kanton Thurgau heeft geen Zwitsers paspoort (2002).

## Gemeenten
Het kanton heeft 80 gemeenten. De grootste gemeenten (2023) zijn:
- Frauenfeld, de hoofdstad, 26.747 inwoners
- Kreuzlingen, 23.241 inwoners
- Arbon, 15.853 inwoners
- Amriswil, 14.643 inwoners
- Weinfelden, 12.233 inwoners
- Romanshorn, 11.728 inwoners
- Aadorf, 9.485 inwoners
- Sirnach, 8.133 inwoners
- Bischofszell, 6.298 inwoners
- Münchwilen, 5.908 inwoners

## Toerisme
Het kanton zet met zijn toerisme in op beweging. Men kan er wandelen, fietsen en skaten. Het kanton heeft als spreuk: "het fietsvakantieland aan het Bodenmeer". Hotels concentreren zich aan de oever van het Bodenmeer. Er is een aantal kastelen, bijvoorbeeld Bürglen, Berg en Weinfelden. De oude centra van Arbon, Ermatingen, Frauenfeld en Weinfelden kunnen bezocht worden. In "Connyland" is een show met dolfijnen, zeeleeuwen en papegaaien. Er is een aantal musea, waaronder het Napoleon-Museum.

## Districten
Er zijn 5 districten in Thurgau, die alle heten zoals de respectievelijke hoofdstad van het district:
- Arbon
- Frauenfeld
- Kreuzlingen
- Münchwilen
- Weinfelden

## Geschiedenis
Ten tijde van de Romeinen was het kanton een deel van de provincie Raetia totdat het land in 450 door de Germanen werd bezet. Het graafschap Thurgau behoorde tot het bezit van de hertog van Zähringen, vervolgens bezat de graaf van Kyburg en daarna de graaf van Habsburg het land. In 1460 werd het door de Eedgenoten veroverd en tot 1798 als vazalstaat gehouden. De Reformatie werd bijna geheel door de bevolking aangenomen in Thurgau vanaf 1529, maar er was ook een terugkeer van een groot aantal Thurgause plaatsen tot het Rooms-katholieke geloof in de 16e en 17e eeuw. In maart 1798 verlangde Thurgau de vrijheid van het Zwitsers Eedgenootschap, maar in hetzelfde jaar werd het een eenheid in de Helvetische Republiek, dat door Napoleon werd ingezet. In 1803 keerde men terug naar de organisatie van het Zwitsers Eedgenootschap, Thurgau werd nu echter een zelfstandig kanton. 
Thurgau was de eerste Europese staat die, op 26 maart 1806, een vaccinatieplicht invoerde voor pokken, door toedoen van Sanitätsrat Jakob Christoph Scherb.
Vanaf 1830 behoort het tot de kern van liberale kantons.
Arbon · Frauenfeld · Kreuzlingen · Münchwilen · Weinfelden
Aargau · Appenzell Ausserrhoden · Appenzell Innerrhoden · Basel-Landschaft · Basel-Stadt · Bern · Fribourg · Genève · Glarus · Graubünden · Jura · Luzern · Neuchâtel · Nidwalden · Obwalden · Sankt Gallen · Schaffhausen · Schwyz · Solothurn · Thurgau · Ticino · Uri · Vaud · Wallis · Zug · Zürich